# Coupe des confédérations
Vous lisez un « article de qualité » labellisé en 2011.
Ne pas confondre avec la Coupe de la confédération.
La Coupe des confédérations est une compétition internationale de football créée en 1992 et disparue en 2017, s'adressant aux sélections nationales masculines. À partir de 1997, outre l'équipe nationale du pays hôte du tournoi et les champions continentaux des six confédérations de football, l'équipe championne du monde est également conviée à participer à la compétition. Les représentants continentaux sont donc les vainqueurs de la Coupe d'Afrique des nations, de la Coupe d'Asie des nations, du Championnat d'Europe, de la Coupe d'Océanie, de la Copa América et de la Gold Cup, ces deux dernières étant respectivement les compétitions continentales de la confédération sud-américaine (CONMEBOL) et de la confédération américaine du Nord, Centrale et de la Caraïbe (CONCACAF).
Les deux premières éditions de la compétition, dénommée « Championnat intercontinental - Coupe du Roi Fahd » , ont lieu en 1992 et 1995 et sont organisées par l'Arabie saoudite. Elles s'inscrivent dans la lignée de la Coupe intercontinentale des nations qui oppose en 1985 et 1993 les sélections championnes d'Europe et d'Amérique du Sud. La Fédération internationale de football association (FIFA) prend officiellement en main le tournoi à partir de 1997 et le renomme « Coupe des confédérations », l'élargissant à huit participants. L'épreuve se déroule alors tous les deux ans jusqu'en 2005. Par la suite, la compétition se joue tous les quatre ans, un an avant la Coupe du monde dans le pays organisateur de cette dernière. La Coupe des confédérations fait ainsi figure de répétition générale pour le pays hôte de la Coupe du monde.
L'équipe du Brésil est la meilleure nation au palmarès de la Coupe des confédérations puisqu'elle remporte en 1997, 2005, 2009 et 2013, quatre des dix titres mis en jeu. L'équipe de France se classe deuxième avec deux victoires en deux participations en 2001 et 2003, alors que quatre autres sélections gagnent un tournoi : l'Argentine en 1992, le Danemark en 1995, le Mexique en 1999 et l'Allemagne en 2017. Si les équipes participantes ont un niveau disparate, l'épreuve permet aux meilleures équipes de chaque continent de disputer un tournoi de niveau mondial.
Le 15 mars 2019, le Conseil de la FIFA décide d'abandonner la Coupe des confédérations et de la remplacer dans le calendrier par la Coupe du monde des clubs, laquelle est prevue d'être élargie à 24 équipes en 2021, sans concrétisation, puis finalement à 32 en 2025. Cette mesure marque la fin du tournoi intercontinental.

## Historique
Avant la première édition officielle de la Coupe des confédérations de la FIFA en 1997, la compétition se déroule deux fois en 1992 et 1995 en tant que championnat intercontinental ou Coupe du Roi Fahd. Ces deux premiers tournois seront rétrospectivement reclassés en Coupe des confédérations par la FIFA. Quelques années plus tôt en 1985 a également lieu la Coupe intercontinentale des nations, qui est considérée comme précurseur ou ancêtre de la Coupe des confédérations,.

### Le précurseur, la Coupe intercontinentale des nations (1985-1993)

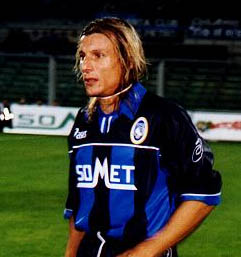
L'Argentin Claudio Caniggia, vainqueur de la Coupe intercontinentale des nations 1993 et de la Coupe du Roi Fahd 1992

La Coupe intercontinentale des nations, ou Trophée Artemio Franchi, est créée sur le modèle de la Coupe intercontinentale, une compétition inter clubs existant depuis 1960 et opposant les clubs champion d'Amérique du Sud et champion d'Europe.
La Coupe intercontinentale des nations 1985 voit ainsi s'affronter au Parc des Princes de Paris et devant 20 405 spectateurs l'équipe de France à l'Uruguay, respectivement vainqueur du Championnat d'Europe de football 1984 et de la Copa América 1983. Le sélectionneur français Henri Michel fait jouer son équipe dans un schéma de jeu en 4-4-2, où les deux avants-centre Dominique Rocheteau et José Touré jouent sans ailier sur les côtés. Ces deux joueurs marquent deux buts qui permettent à la France de remporter le match 2-0. Dominique Rocheteau, lancé par le milieu de terrain Michel Platini, marque de près à la 5e minute de jeu. José Touré double ensuite le score en deuxième mi-temps à 2-0 sur une reprise de volée à six mètres du but après un amorti d'un centre d'Alain Giresse précédé d'une ouverture de quarante mètres de Michel Platini. La rencontre est totalement dominée par la France, dont le jeu a « rarement […] été aussi fluide » selon Alain Giresse. Quant à l'équipe uruguayenne, elle comprend notamment le milieu offensif Enzo Francescoli du Club Atlético River Plate,,.
Une deuxième et dernière édition de cette Coupe intercontinentale des nations a lieu le 24 février 1993 au stade José Maria Minella de Mar del Plata entre l'Argentine et le Danemark. 34 683 spectateurs assistent à la rencontre qui se termine sur le score de 1-1 avec un but danois marqué par l'Argentin Néstor Craviotto contre son camp puis une égalisation de Claudio Caniggia à la 30e minute de jeu. Le gain du match se décide aux tirs au but. Diego Maradona marque le premier tir pour les Sud-Américains qui s'imposent finalement 5-4 grâce à leur gardien de but Sergio Goycochea, lequel arrête deux tirs adverses contre un seul arrêt du Danois Peter Schmeichel,.

### Le championnat intercontinental ou Coupe du Roi Fahd (1992-1995)

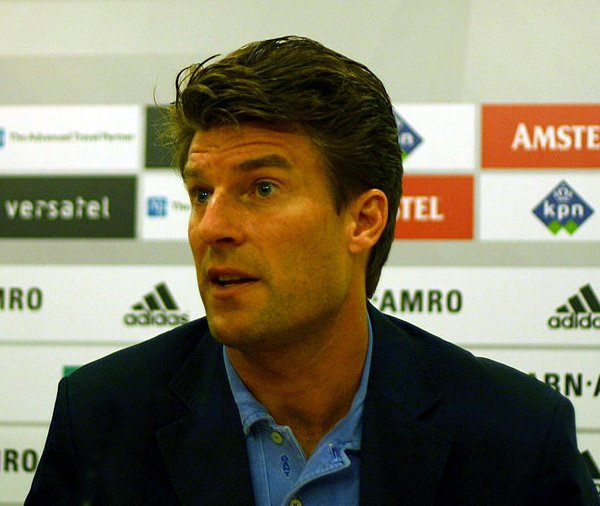
Le Danemark de Michael Laudrup est vainqueur en 1995.

Quatre sélections nationales participent au championnat intercontinental 1992. La sélection hôte du tournoi est l'équipe d'Arabie saoudite, vainqueur de la Coupe d'Asie des nations de football 1988. Elle est accompagnée de l'Argentine, vainqueur de la Copa América 1991, de la Côte d'Ivoire, vainqueur de la Coupe d'Afrique des nations 1992, et des États-Unis qui viennent de remporter la Gold Cup 1991. Les quatre nations participantes sont ainsi les champions en titre des confédérations de football asiatique (AFC), sud-américaine (CONMEBOL), africaine (CAF) et nord-américaine (CONCACAF) respectivement. Seules les confédérations européenne (UEFA) et océanienne (OFC) ne sont pas représentées. Tandis que le Danemark est champion d'Europe 1992, il n'existe aucun champion en titre en Océanie car l'OFC n'organise pas de compétition continentale pendant la période 1980-1996.
Le championnat intercontinental 1992 se déroule à Riyad en Arabie saoudite du 15 au 20 octobre. Le favori est l'Argentine, vice-championne du monde deux ans plus tôt. Si Diego Maradona n'est pas présent, le sélectionneur sud-américain Alfio Basile emmène tout de même une « équipe de stars » autour de Gabriel Batistuta, Claudio Caniggia, Fernando Redondo et Diego Simeone pour préparer notamment la Copa América 1993 et les éliminatoires de la Coupe du monde 1994, qui ont tous les deux lieu pendant l'été 1993. Les Argentins remportent facilement le tournoi en battant la Côte d'Ivoire 4-0 en demi-finale, puis l'Arabie saoudite 3-1 en finale,.
Le championnat intercontinental 1995 s'installe une nouvelle fois en Arabie saoudite. Le tournoi passe à six équipes et accueille les champions continentaux de toutes les confédérations à l'exception de l'Océanie. Le pays hôte est le seul à ne pas être champion continental en titre. Le Japon et l'Arabie saoudite sont éliminés sans gloire dès le premier tour. Le Mexique se classe troisième tandis que les deux favoris, le Danemark et l'Argentine, se retrouvent en finale. L'équipe d'Argentine se base sur une nouvelle génération incarnée par les joueurs Roberto Ayala, Ariel Ortega et Javier Zanetti, alors que les Danois sont emmenés par les frères Brian et Michael Laudrup. Dans cette finale, les hommes du sélectionneur danois Richard Møller Nielsen prennent rapidement l'avantage 1-0 sur un penalty transformé par Michael Laudrup à la 8e minute de jeu. Les Européens confirment ensuite leur « évidente supériorité » dans le jeu en remportant le trophée 2-0 à la suite d'un but en seconde mi-temps de l'attaquant Peter Rasmussen.

### Reprise en main par la FIFA (1997-1999)

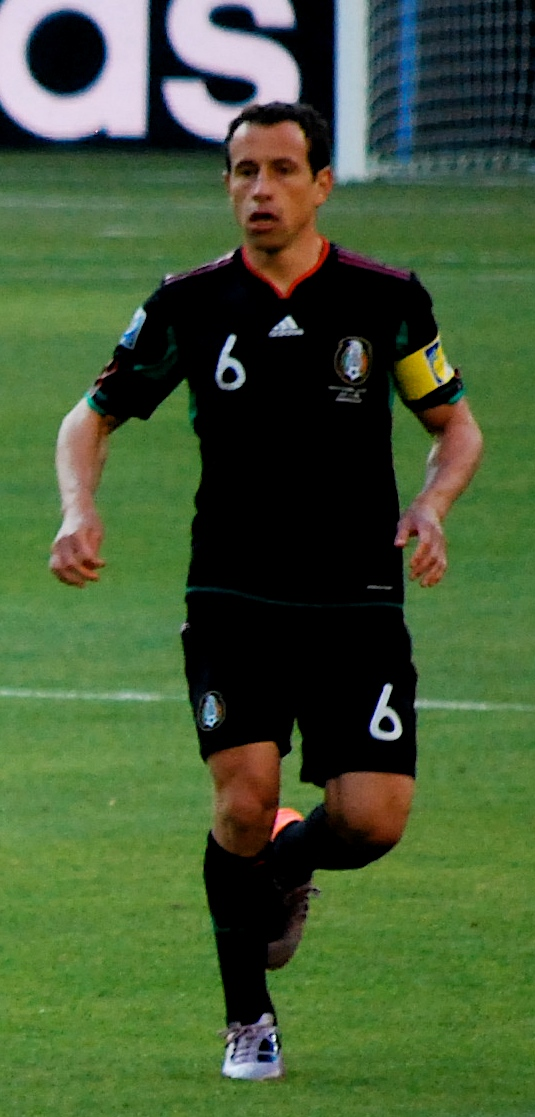
Gerardo Torrado et le Mexique remportent le tournoi 1999.

La Fédération internationale de football association, qui régit le football au niveau mondial, décide d'organiser elle-même le tournoi à partir de 1997 de manière à lui donner une « base formelle à long terme » pour que la compétition puisse « s'imposer dans le calendrier international ». L'objectif pour la FIFA est de permettre aux meilleures équipes de chaque continent de s'illustrer à l'échelon mondial même si elles n'appartiennent pas à l'élite du football mondial. Le tournoi est à cette occasion renommé en Coupe des confédérations, et quelque peu réformé. Il est ainsi élargit à huit sélections. Outre les six champions continentaux, le pays organisateur désigné par la FIFA ainsi que le champion du monde en titre sont conviés à prendre part à la compétition. Pour compléter le tableau si besoin, en cas de forfait ou de doublon (un champion continental qui est également champion du monde ou un champion continental en titre qui est pays organisateur), la FIFA procède par invitation (généralement le premier choix se porte sur le finaliste de l'une ou l'autre des compétitions continentales).
La Coupe des confédérations 1997 (officiellement la première) a lieu en décembre 1997 en Arabie saoudite, dont la sélection est champion d'Asie en titre. Celle-ci est éliminée dès le premier tour en se classant dernière d'un groupe A remporté par le Brésil devant l'Australie. Le groupe B est dominé par l'équipe d'Uruguay, qui comprend une grande majorité de jeunes joueurs finalistes de la Coupe du monde des moins de 20 ans 1997 en Malaisie. La sélection tchèque se classe deuxième de ce groupe en infligeant notamment une défaite 6-1 aux Émirats arabes unis. Le Brésil bat la Tchéquie  2-0 dans la première demi-finale en se basant sur un jeu technique, des « passes rapides » et des « changements de rythme ». L'Uruguay est considéré comme la plus grande surprise du tournoi mais est éliminé par l'Australie dans l'autre demi-finale 1-0 sur un but en or inscrit en prolongation par le joueur du Leeds United Football Club Harry Kewell. L'Australie, qui représente le continent océanien, parvient en finale et est l'autre surprise du tournoi. Après le match nul 0-0 entre l'Australie et la Seleção au premier tour, le Brésil s'impose largement en finale sur le score de 6-0. Les attaquants Romário et Ronaldo inscrivent chacun trois buts et concrétisent la nette domination sud-américaine.
Le Mexique accueille l'édition 1999 du tournoi. Les matchs ont lieu dans le stade Azteca de Mexico et dans le stade Jalisco de Guadalajara. Toutes les équipes participent à la compétition avec leurs meilleurs joueurs à l'exception de l'Allemagne, éliminée dès le premier tour, et du Brésil. Le tournoi est dominé par les sélections nord et centrale américaines de la CONCACAF : une première demi-finale oppose en effet les États-Unis au Mexique, l'équipe hôte se qualifiant difficilement 1-0 par un but en or de Cuauhtémoc Blanco marqué dans la prolongation. Dans l'autre demi-finale, le Brésil prend le dessus sur le secteur défensif de l'Arabie saoudite en remportant une très large victoire 8-2 avec notamment un triplé de Ronaldinho. Dans une finale à rebondissements, Miguel Zepeda et José Manuel Abundis donnent un avantage 2-0 au Mexique. Le Brésil revient dans la partie sur un penalty (2-1) et égalise dès l'entame de la deuxième mi-temps. Le Mexique se détache ensuite 4-2 et parvient à gagner finalement 4-3 dans un stade Azteca « en ébullition ».

### Doublé de l'équipe de France (2001-2003)

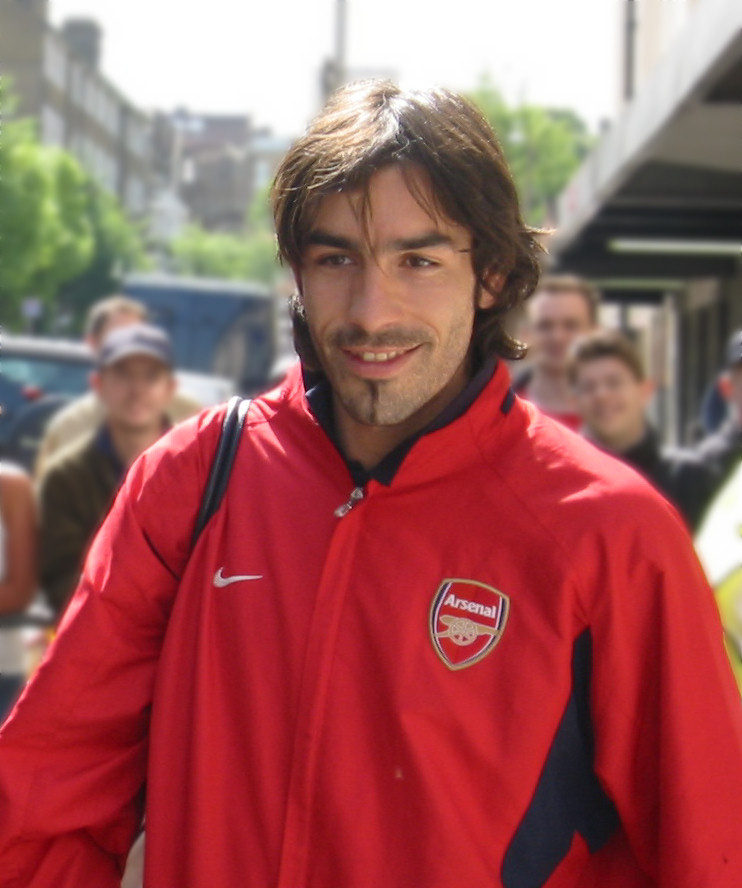
Robert Pirès et la France réalisent le doublé 2001-2003.

L'organisation de la Coupe des confédérations 2001 est confiée à la Corée du Sud et au Japon, où se déroulent un an plus tard la Coupe du monde de football 2002. Les matchs se disputent dans trois stades de chaque pays. Le tenant du titre mexicain est éliminé dès le premier tour après trois défaites dans le groupe A remporté par la France, championne du monde 1998 et favorite. La France corrige la Corée du Sud 5-0 et le Mexique 4-0, mais perd « à la surprise générale » face à l'Australie 1-0. Dans l'autre groupe, le Brésil se classe deuxième derrière le Japon, surprise du tournoi. En demi-finale, le Japonais Hidetoshi Nakata marque le seul but du match contre l'Australie sur un coup franc des 18 mètres tiré à ras de terre. Les Australiens dominent globalement la rencontre mais ne peuvent refaire leur retard. L'autre demi-finale entre la France et le Brésil, revanche de la finale de la Coupe du monde 1998, est le sommet du tournoi. Le Brésil répond à la demi-heure de jeu à l'ouverture du score de Robert Pirès. À la 54e minute de jeu Marcel Desailly reprend victorieusement un coup franc de la tête 2-1. Les tentatives des Brésiliens pour revenir au score se heurtent ensuite à la défense tricolore bien en place autour de Marcel Desailly et Willy Sagnol,. En finale, Patrick Vieira concrétise la nette domination française d'un lob de la tête sur le gardien de but Yoshikatsu Kawaguchi (1-0). En deuxième mi-temps les Japonais resserrent leur défense et reviennent dans le match grâce à leurs milieux de terrain Atsuhiro Miura et Hidetoshi Nakata. La France conserve son avantage et remporte le trophée,.
La France, vainqueur en 2001, organise l'épreuve en 2003. Après une élimination précoce au premier tour de la Coupe du monde 2002, l'équipe de France gagne ses trois matchs du premier tour,, et se classe première de son groupe devant la Colombie, une équipe solide grâce à son jeu de passes courtes et sa défense serrée. Dans l'autre groupe, le Cameroun surprend le Brésil 1-0 sur un but de Samuel Eto'o en fin de match et se qualifie en battant la Turquie lors de son deuxième match. La dernière rencontre entre le Brésil et la Turquie désigne le dernier demi-finaliste. Le football d'attaque rapide des Turcs leur permet de marquer par Gökdeniz Karadeniz et Okan Yılmaz et d'obtenir un match nul 2-2 qui les qualifie au nombre total de buts marqués dans la compétition (4 contre 3 au Brésil). La première demi-finale remportée par le Cameroun contre la Colombie 1-0 est endeuillée par la mort du joueur Marc-Vivien Foé : il s'écroule sur le terrain en plein match et meurt d'une crise cardiaque consécutive à une malformation cardiaque,. Dans l'autre demi-finale européenne, la France prend l'avantage en première mi-temps 3-1 sur des buts de Thierry Henry, Robert Pires et Sylvain Wiltord. La Turquie réduit l'écart à 3-2 par Tuncay Şanlı mais est éliminée. Un hommage à Marc-Vivien Foé est rendu avant la finale, au cours de laquelle la France et le Cameroun n'arrivent pas à se départager. Thierry Henry donne le titre à la France en marquant (1-0) dans la prolongation un but en or sur un centre de la droite de Lilian Thuram. À l'issue de la rencontre, les capitaines des deux équipes Marcel Desailly et Rigobert Song brandissent le trophée du vainqueur en souvenir du joueur camerounais décédé quelques jours plus tôt,.

### Triplé brésilien (2005-2013)

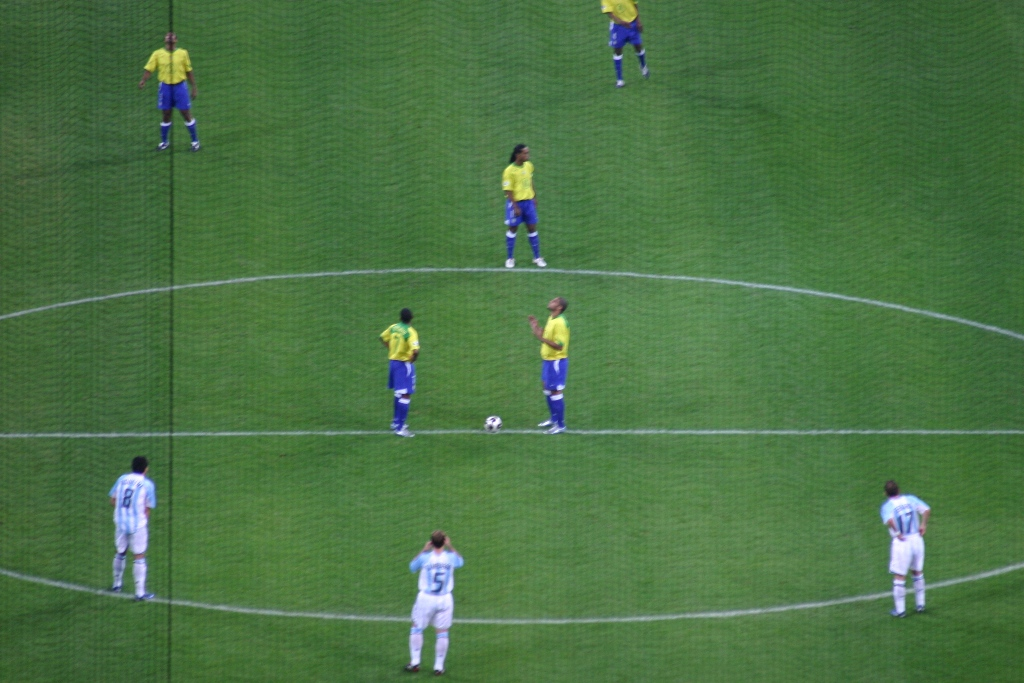
Coup d'envoi de la finale 2005 entre l'Argentine et le Brésil

Un an avant la Coupe du monde de football de 2006, l'Allemagne organise la Coupe des confédérations 2005. Dans le groupe A, l'Allemagne et l'Argentine se qualifient pour les demi-finales en battant chacun la Tunisie et l'Australie, avant de faire match nul 2-2 dans leur confrontation directe. L'autre groupe est dominé par les deux équipes du continent américain, le Mexique et le Brésil. Les Mexicains se classent premier en dominant les favoris brésiliens 1-0 sur un but de l'attaquant Jared Borgetti dans une rencontre de haut niveau. Dans la première demi-finale, les Allemands Lukas Podolski et Michael Ballack répliquent aux Brésiliens Adriano et Ronaldinho pour atteindre la mi-temps sur le score de 2-2. Les qualités individuelles des Sud-Américains leur permettent de gagner ensuite 3-2. Dans l'autre match, le Mexique marque en prolongation mais Luciano Gabriel Figueroa égalise à 1-1 pour l'Argentine, qui s'impose aux tirs au but. En finale les Brésiliens ne laissent aucune chance à l'Argentine : ils mènent rapidement 2-0 après 16 minutes de jeu, puis gagnent finalement 4-1. Ils remportent le titre en se basant sur un bloc défensif de six joueurs, les milieux Kaká et Ronaldinho et les attaquants Adriano et Robinho se chargeant de l'animation offensive,.
La Coupe des confédérations 2009 en Afrique du Sud est marquée par l'utilisation dans les tribunes des vuvuzelas, une corne utilisée habituellement par les supporters sud-africains dont le bourdonnement incessant est sujet à controverses. Pour sa première participation, l'Espagne vainqueur de l'Euro 2008 remporte son groupe devant l'Afrique du Sud. En gagnant ses trois matchs du premier tour, l'équipe ibérique bat le record de victoires consécutives d'une sélection nationale avec quinze succès de rang. La déception du tournoi est l'équipe d'Italie championne du monde en titre. Elle est éliminée dès le premier tour en étant devancée par le Brésil, qui totalise trois victoires et dix buts marqués, et les États-Unis, qui se qualifient miraculeusement après pourtant deux défaites initiales. La surprise des demi-finales est la victoire des États-Unis 2-0 sur l'Espagne, dont c'est la première défaite en 36 matchs. Après un premier but de Jozy Altidore, les Espagnols dominent la rencontre avec leur jeu en mouvement et leurs passes précises mais ce sont les Américains qui confirment leur victoire en marquant un second but par Clint Dempsey. L'autre demi-finale est remportée logiquement par les Brésiliens 1-0 contre la nation hôte. Après 27 minutes de jeu en finale, les États-Unis mènent « à la surprise générale » 2-0 sur deux buts de Clint Dempsey et Landon Donovan. Le Brésil revient dans le match en deuxième mi-temps grâce à deux buts de Luís Fabiano avant de gagner le match 3-2 sur une tête du capitaine Lúcio consécutive à un corner tiré par Elano Blumer.
En 2013, le Brésil termine premier de sa phase poule devant l'Italie, le Mexique et le Japon en battant ses opposants respectivement 4-2, 2-0 et 3-0. L'Espagne, elle, termine devant l'Uruguay, le Nigeria et Tahiti. Les demi-finales opposent le Brésil à l'Uruguay, menée par son trio Cavani-Suárez-Forlán. L'Uruguay, compacte, est solide défensivement mais ne parvient à éviter le but de Fred à la 41e minute. Cavani marque dès le retour de la pause et redonne espoir aux siens à la 48e. Après un match compliqué des deux parties et grâce à Paulinho bien servi par Neymar, la Seleçao finit par s'imposer 2-1 à la 86e minute. L'Espagne, de son côté, fait 0-0 contre l'Italie, et gagne aux tirs au but (7 à 6). Le Brésil, mené par Neymar, affronte l'Espagne en finale. La finale démarre par un but de Fred à la deuxième minute. Neymar marque ensuite un deuxième but à la suite d'une frappe du pied gauche juste avant la mi-temps. Au retour des vestiaires, Fred inscrit le dernier but de la rencontre, bien servi par Hulk et s'offrant ainsi un doublé. Le Brésil réalise le triplé (2005, 2009, 2013) et remporte la quatrième Coupe des confédérations de son histoire.

### Le sacre allemand en 2017 et la fin du tournoi
La Coupe des confédérations 2017 est marquée par l'absence du triple tenant du titre brésilien, une première depuis 1995, et par l'apparition de l'assistance vidéo à l'arbitrage. L'Allemagne, championne du monde en titre, remporte en Russie la Coupe des confédérations avec une équipe remaniée, battant en finale le Chili sur le score de 1-0, entrant ainsi pour la première fois dans le palmarès.
En février 2015, le secrétaire général de la FIFA Jérôme Valcke annonce que le Qatar, pays accueillant la Coupe du monde 2022, n'organiserait pas l'édition 2021, évoquant les conditions climatiques dans le golfe Persique en été. En 2017, la FIFA envisage de supprimer définitivement la compétition pour la remplacer par un nouveau format de la Coupe du monde des clubs (finalement repoussé). Cette décision est officialisée par le Conseil de la FIFA, le 15 mars 2019.

## Palmarès et statistiques

### Palmarès par édition
Le tableau suivant retrace pour chaque édition de la compétition le palmarès du tournoi, la nation hôte, et le nombre de participants. À noter qu'aucun vainqueur de la Coupe des confédérations n'a remporté la Coupe du monde de football suivante.
| Édition | Année | Vainqueur  | Score        | Finaliste       | Troisième  | Score                 | Quatrième       |
| ------- | ----- | ---------- | ------------ | --------------- | ---------- | --------------------- | --------------- |
| 1re     | 1992  | Argentine  | 3 − 1        | Arabie saoudite | États-Unis | 5 − 2                 | Côte d'Ivoire   |
| 2e      | 1995  | Danemark   | 2 − 0        | Argentine       | Mexique    | 1 − 1 (tab 5-4)       | Nigeria         |
| 3e      | 1997  | Brésil     | 6 − 0        | Australie       | Tchéquie   | 1 − 0                 | Uruguay         |
| 4e      | 1999  | Mexique    | 4 − 3        | Brésil          | États-Unis | 2 − 0                 | Arabie saoudite |
| 5e      | 2001  | France     | 1 − 0        | Japon           | Australie  | 1 − 0                 | Brésil          |
| 6e      | 2003  | France (2) | 1 − 0 (a.p ) | Cameroun        | Turquie    | 2 − 1                 | Colombie        |
| 7e      | 2005  | Brésil (2) | 4 − 1        | Argentine       | Allemagne  | 4 − 3 (a.p)           | Mexique         |
| 8e      | 2009  | Brésil (3) | 3 − 2        | États-Unis      | Espagne    | 3 − 2 (a.p)           | Afrique du Sud  |
| 9e      | 2013  | Brésil (4) | 3 − 0        | Espagne         | Italie     | 2 − 2 (a.p) (tab 3-2) | Uruguay         |
| 10e     | 2017  | Allemagne  | 1 − 0        | Chili           | Portugal   | 2 − 1 (a.p)           | Mexique         |

### Palmarès par nation et confédération
L'équipe du Brésil est la meilleure nation au palmarès de la Coupe des confédérations. Elle totalise quatre titres en 1997, 2005, 2009 et en 2013, ainsi qu'une place de finaliste en 1999. L'équipe de France se classe deuxième avec deux victoires en deux participations en 2001 et 2003. Quatre autres sélections inscrivent un tournoi à leur palmarès. Il s'agit de l'Argentine, du Danemark, du Mexique et de l'Allemagne, vainqueurs respectivement en 1992, 1995, 1999 et 2017.
À noter que l'Argentine, le Brésil, la France et l'Allemagne sont les quatre seules équipes à avoir remporté une coupe du monde, une compétition continentale et la coupe des confédérations.
Les représentants du continent sud-américain (CONMEBOL) totalisent ainsi cinq victoires, et devancent les représentants des continents européen (UEFA) et nord-américain (CONCACAF) avec un total de quatre et une victoires, respectivement.
| Rang | Nation          | Vainqueur                  | Finaliste      | Troisième      | Participations | Confédération |
| ---- | --------------- | -------------------------- | -------------- | -------------- | -------------- | ------------- |
| 1    | Brésil          | 4 (1997, 2005, 2009, 2013) | 1 (1999)       | -              | 7              | CONMEBOL      |
| 2    | France          | 2 (2001, 2003)             | -              | -              | 2              | UEFA          |
| 3    | Argentine       | 1 (1992)                   | 2 (1995, 2005) | -              | 3              | CONMEBOL      |
| 4    | Mexique         | 1 (1999)                   | -              | 1 (1995)       | 7              | CONCACAF      |
| 4    | Allemagne       | 1 (2017)                   | -              | 1 (2005)       | 3              | UEFA          |
| 6    | Danemark        | 1 (1995)                   | -              | -              | 1              | UEFA          |
| 7    | États-Unis      | -                          | 1 (2009)       | 2 (1992, 1999) | 4              | CONCACAF      |
| 8    | Australie       | -                          | 1 (1997)       | 1 (2001)       | 4              | OFC puis AFC  |
| 8    | Espagne         | -                          | 1 (2013)       | 1 (2009)       | 2              | UEFA          |
| 10   | Arabie saoudite | -                          | 1 (1992)       | -              | 4              | AFC           |
| 10   | Japon           | -                          | 1 (2001)       | -              | 5              | AFC           |
| 10   | Cameroun        | -                          | 1 (2003)       | -              | 3              | CAF           |
| 10   | Chili           | -                          | 1 (2017)       | -              | 1              | CONMEBOL      |
| 14   | Tchéquie        | -                          | -              | 1 (1997)       | 1              | UEFA          |
| 14   | Turquie         | -                          | -              | 1 (2003)       | 1              | UEFA          |
| 14   | Italie          | -                          | -              | 1 (2013)       | 2              | UEFA          |
| 14   | Portugal        | -                          | -              | 1 (2017)       | 1              | UEFA          |

### Statistiques
Le Brésil totalise le plus grand nombre de victoires (4) et l'Argentine le plus grand nombre de défaites en finale (2). Le record de trois victoires finales consécutives est détenu par le Brésil en 2005, 2009 et 2013. Le Brésil a également le record du nombre de finales jouées (5). Le Danemark et la France sont les seules équipes à remporter tous les tournois auxquels elles participent. Enfin, quatre sélections nationales remportent la finale sans avoir perdu le moindre match durant la compétition : il s'agit de l'Argentine en 1992, de la France en 2003, du Brésil en 2009 et 2013 et de l'Allemagne en 2017.
Le plus grand écart de buts en finale est de +6 et est établi en 1997 par le Brésil contre l'Australie (6-0). Le plus petit écart de buts est de +1, lors des finales 1999 (Mexique-Brésil 4-3), 2001 (France-Japon 1-0), 2003 (France-Cameroun 1-0), 2009 (Brésil-États-Unis 3-2) et 2017 (Allemagne-Chili 1-0). La finale de 2003 est la seule à s'être terminée après prolongation et d'après la règle du but en or. Le plus grand nombre de buts marqués dans une finale est atteint en 1999 avec sept buts entre le Mexique et le Brésil (4-3). Le plus petit nombre est réalisé lors des victoires de la France en 2001 et 2003, et de l'Allemagne en 2017, avec un seul but.
Par trois fois le pays organisateur remporte la finale : le Mexique en 1999, la France en 2003 et le Brésil en 2013. Une sélection cumulant en même temps les titres continental et mondial parvient à gagner trois fois la finale. Il s'agit du Brésil en 1997 et 2005 après ses titres mondiaux (1994 et 2002) et sud-américains (1997 et 2004), de la France en 2001 après ses titres de 1998 (mondial) et de 2000 (Euro). L'Allemagne en 2017 est le seul champion du monde (2014) à s'imposer alors qu'il n'est pas détenteur du titre continental. Le titre est gagné quatre fois par le champion d'Amérique du Sud en titre (Argentine en 1992 et Brésil en 1997, 2005 et 2009) et trois fois par le champion d'Europe (Danemark en 1995 et France en 2001 et 2003). Le champion d'Amérique du Nord, centrale et des Caraïbes en titre remporte une Coupe des confédérations (Mexique en 1999). À seulement deux reprises (en dix éditions), le vainqueur de la Coupe des Confédérations n'est pas le champion en titre de sa confédération (Brésil en 2013 et Allemagne en 2017). La confédération sud-américaine totalise le plus grand nombre de finalistes (9 finalistes sud-américains sur les 20). Le continent sud-américain est seulement absent lors des deux finales remportées par la France .

### Participations par confédération
Les équipes des confédérations sud-américaine et européenne totalisent le plus de participations (15), devant celles des confédérations asiatique (13), nord-américaine (12), africaine (11) et océanienne (8).
Les tableaux suivants listent par confédération les nations ayant participé à la Coupe des confédérations, leurs classements et le nombre total de participations. La mention « TP » indique que l'équipe est éliminée au premier tour (groupe A ou B).

### Joueurs

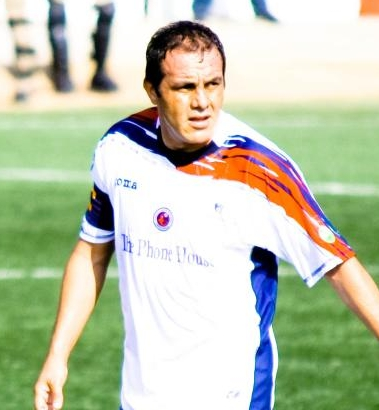
Le Mexicain Cuauhtémoc Blanco, meilleur buteur du tournoi avec neuf buts.

Les meilleurs buteurs du tournoi 1992 sont l'Américain Bruce Murray et l'Argentin Gabriel Batistuta avec deux buts chacun. En 1995 il s'agit du Mexicain Luis García Postigo totalise trois buts. À partir de 1997, la FIFA met en jeu deux trophées individuels que sont le Ballon d'Or Adidas attribué au meilleur joueur de la compétition, et le Soulier d'Or Adidas pour le meilleur buteur. Plusieurs joueurs parviennent à remporter les deux trophées la même année : les Brésiliens Ronaldinho en 1999 et Adriano Leite Ribeiro en 2005, et les Français Robert Pirès en 2001 et Thierry Henry en 2003. Le trophée du meilleur buteur est partagé en 2001 avec Éric Carrière. Les joueurs brésiliens trustent aussi en 1997, 2009 et 2013 les trophées du meilleur joueur avec Denílson, Kaká et Neymar respectivement, et du meilleur buteur en 1997 et 2009 avec respectivement Romário et Luís Fabiano,. Le trophée du meilleur buteur 2013 est remis à l'Espagnol Fernando Torres. L'Allemand Timo Werner est sacré meilleur buteur en 2017 tandis que Julian Draxler est nommé meilleur joueur.
Un nouveau trophée individuel, le Gant d'Or Adidas, est remis à partir de 2009 au meilleur gardien de but du tournoi. Il est décerné cette année-là au gardien américain Tim Howard. Quatre ans plus tard, ce prix revient au Brésilien Júlio César. Le Chilien Claudio Bravo reçoit cette distinction en 2017.
| Rang | Joueur            | Buts | Détail              |
| ---- | ----------------- | ---- | ------------------- |
| 1    | Cuauhtémoc Blanco | 9    | 1997 : 3 – 1999 : 6 |
| 1    | Ronaldinho        | 9    | 1999 : 6 – 2005 : 3 |
| 3    | Fernando Torres   | 8    | 2009 : 3 – 2013 : 5 |
| 4    | Adriano           | 7    | 2003 : 2 – 2005 : 5 |
| 4    | Romário           | 7    | 1997 : 7            |
| 6    | Marzouk Al-Otaibi | 6    | 1999 : 6            |
| 6    | David Villa       | 6    | 2009 : 3 – 2013 : 3 |

### Sélectionneurs vainqueurs
| Année | Sélectionneur vainqueur | Champion  |
| ----- | ----------------------- | --------- |
| 1992  | Alfio Basile            | Argentine |
| 1995  | Richard Møller Nielsen  | Danemark  |
| 1997  | Mário Zagallo           | Brésil    |
| 1999  | Manuel Lapuente         | Mexique   |
| 2001  | Roger Lemerre           | France    |
| 2003  | Jacques Santini         | France    |
| 2005  | Carlos Alberto Parreira | Brésil    |
| 2009  | Dunga                   | Brésil    |
| 2013  | Luiz Felipe Scolari     | Brésil    |
| 2017  | Joachim Löw             | Allemagne |

## Organisation

### Pays organisateur

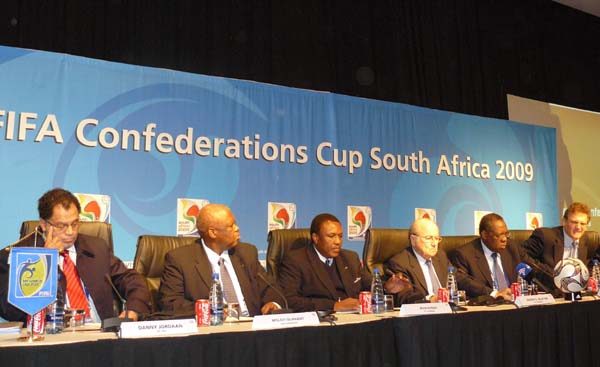
Comité d'organisation de l'édition 2009

Les deux premières éditions du tournoi se déroulent en Arabie saoudite et sont nommées championnat intercontinental ou Coupe du Roi Fahd en l'honneur de Fahd ben Abdelaziz Al Saoud, roi d'Arabie saoudite de 1982 à 2005. En 1997, le tournoi est renommé en Coupe des confédérations et a  lieu une troisième fois en Arabie saoudite, dans le stade international du Roi-Fahd. Le tournoi change ensuite régulièrement de destination : en 1999 le Mexique, en 2001 la Corée du Sud et le Japon qui organisent la Coupe du monde 2002 l'année suivante, et en 2003 la France qui est le pays vainqueur de la précédente édition. L'organisation est confiée par la Fédération internationale de football association (FIFA) à un comité d'organisation de la nation hôte.
Depuis l'édition 2005, la Coupe des confédérations a lieu tous les quatre ans l'année précédant la Coupe du monde de football dans le pays qui organise cette dernière l'année suivante. Ainsi, l'Allemagne accueille la compétition en 2005, l'Afrique du Sud en 2009, le Brésil en 2013 et la Russie en 2017. Néanmoins, ce n'est pas le cas du Qatar en 2021 puisque la FIFA décide de lui en retirer l'organisation en raison des températures trop élevées en été. Cette place particulière dans le calendrier international permet de « tester les infrastructures » de la prochaine Coupe du monde au cours d'une compétition internationale, et notamment de vérifier le fonctionnement des stades retenus pour le mondial. La Coupe des confédérations est considérée comme une « mise en bouche » à un an de la Coupe du monde, et fait figure de répétition générale pour les organisateurs de cette dernière.
En 2005, la Coupe des confédérations qui se tient en Allemagne permet ainsi de tester en grandeur nature les dispositifs d'alerte et de sécurité de la Coupe du monde 2006 ainsi que la coopération entre les services de l'État fédéral, des Länder, et des agences Interpol, Eurojust et Europol. Lors de la Coupe du monde 2006, des billets d'entrée sont équipés pour la première fois de puces de radio-identification pour vérifier l'identité des personnes et empêcher la revente de billets au marché noir. Le contrôle des données enregistrées sur ces puces est testé au stade du Waldstadion de Francfort pendant la Coupe des confédérations 2005.

### Équipes participantes

Participants de la Coupe des confédérations 2017

Huit sélections sont habilitées à participer à la Coupe des confédérations : l'équipe nationale du pays hôte organisant la compétition, les six champions continentaux, vainqueurs respectifs des tournois continentaux organisés par les six confédérations internationales de football et enfin l'équipe championne du monde en titre. Le vainqueur de la Gold Cup représente la CONCACAF, qui est la confédération de l'Amérique du Nord et centrale et des Caraïbes. La Copa América désigne le représentant de la confédération d'Amérique du Sud, la CONMEBOL. Les vainqueurs du Championnat d'Europe, de la Coupe d'Afrique des nations, de la Coupe d'Asie des nations et de la Coupe d'Océanie représentent à ce titre respectivement les confédérations de l'UEFA, de la CAF, de l'AFC et de l'OFC.
L'équipe d'Allemagne, championne d'Europe 1996 décline l'invitation à la Coupe des confédérations 1997 parce que le tournoi a lieu au mois de janvier, c'est-à-dire pendant la trêve hivernale du championnat d'Allemagne de football. L'équipe de Tchéquie, finaliste dudit championnat d'Europe 1996 face à la sélection allemande, accepte alors de remplacer cette dernière. En 1997, l'Arabie saoudite est championne d'Asie en titre et comme elle participe déjà au tournoi en tant que nation hôte, c'est son dauphin, l'équipe des Émirats arabes unis finaliste de la Coupe d'Asie 1996, qui vient compléter le tableau.
L'édition 1999 doit initialement se dérouler du 8 au 20 janvier 1999. La France y est notamment invitée en tant que championne du monde 1998 mais, le 23 octobre 1998, la Fédération française de football fait savoir que l'équipe de France renonce à participer car les meilleurs joueurs français sont retenus par leurs clubs pour les compétitions nationales de championnat et coupe ne sont donc pas disponibles à cette période,. Après le déplacement du tournoi en été 1999, la France maintient son refus en invoquant le début du championnat de France et est finalement remplacée par la Bolivie, finaliste de la Copa América 1997, qui profite quant à elle du refus de l'Uruguay, finaliste de la Copa América 1999. L'Allemagne, toujours champion d'Europe en titre depuis 1996, accepte en revanche cette fois de participer. Les États-Unis sont invités en tant que finaliste de la Gold Cup 1998 remportée le Mexique, ce dernier étant également le pays organisateur. La sélection brésilienne participe en tant que tenant du titre 1997 et vainqueur de la Copa América 1999.
En 2001, les deux pays asiatiques en charge de l'organisation du mondial 2002 accueillent la Coupe des confédérations : la Corée du Sud et le Japon - l'équipe du Japon étant également champion asiatique en titre. Les cinq autres champions continentaux sont aussi présents. La huitième équipe invitée est le Mexique, qui est le dernier vainqueur de la Coupe des confédérations en 1999. Deux ans plus tard sont présents les six champions continentaux et le champion du monde brésilien. La France, vainqueur de l'Euro 2000, est aussi nation hôte et tenante du titre. La dernière place est proposée à l'Allemagne, vice-championne du monde, mais celle-ci décline l'invitation. C'est finalement la Turquie, troisième de la Coupe du monde de football de 2002 qui complète le tableau.
Lors de la Coupe des confédérations 2005, le Brésil, se présente en tant que vainqueur de la Copa América 2004 et champion du monde 2002. Il reste donc une place à pourvoir dans le tournoi et c'est logiquement à l'Argentine, finaliste de la Copa América, qu'elle est attribuée,. Le tournoi ne se tient désormais plus qu'une fois tous les quatre ans, au lieu de deux ans. En 2009, les critères de participation s'appliquent parfaitement puisque le pays hôte, les six champions continentaux et le champion du monde sont tous différents. Quatre ans plus tard, l'Espagne est à la fois championne d'Europe et du monde et c'est naturellement la sélection italienne, finaliste de l'Euro 2012, qui vient compléter le tableau de la Coupe des confédérations 2013.
En 2017, trois équipes participent pour la première fois au tournoi, dont c'est la dernière édition : le Portugal, champion d'Europe 2016, le Chili vainqueur de la Copa América 2015 (et de la Copa América Centenario) et la Russie pays organisateur de la Coupe du monde 2018.

### Format de la compétition
Lors de la première édition du tournoi en 1992, quatre équipes sont présentes. La compétition consiste en deux demi-finales, puis une finale et un match pour la troisième place. Le nombre de participants augmente à six dès l'édition suivante en 1995. Le format est alors modifié : les six équipes sont réparties dans deux groupes de trois. Les vainqueurs de chaque groupe disputent la finale tandis que les seconds jouent le match pour la troisième place.
Depuis 1997, huit sélections participent au tournoi. Les équipes sont réparties en deux groupes de quatre, au sein desquels chaque équipe rencontre une fois les trois autres. Le classement de chaque groupe s'établit en prenant en compte le nombre de points (trois points pour une victoire, un point pour un nul, zéro pour une défaite), puis la différence de buts et le nombre de buts marqués et, si plusieurs équipes sont toujours à égalité, les résultats entre ces équipes.
Les deux premiers de chaque groupe se retrouvent en demi-finales, où le premier d'un groupe affronte le second de l'autre groupe. Les vainqueurs se disputent le titre en finale, tandis que les perdants jouent le match pour la troisième place.
La composition des deux groupes du premier tour est déterminée par tirage au sort. La nation hôte de la compétition et, parmi les sept autres participants, les trois premiers pays au classement mondial de la FIFA sont regroupés dans un premier chapeau. Les quatre autres équipes sont mises dans un deuxième chapeau. La nation hôte est ensuite affectée au groupe A. Les autres équipes sont versées dans les groupes A et B par tirage au sort, chaque groupe comportant deux équipes têtes de série provenant du premier chapeau. Lors du tirage au sort, la provenance des équipes est également prise en compte pour éviter que deux nations d'une même confédération continentale se retrouvent dans le même groupe.
La FIFA nomme les arbitres qui dirigent chaque match, soit un arbitre de champ, deux arbitres assistants et un quatrième arbitre. Ceux-ci sont sélectionnés parmi la liste des arbitres internationaux de la FIFA et ne peuvent pas être citoyens ou issus d'un pays disputant le match en question. Les rencontres se disputent selon les lois du jeu, qui sont les règles de football édictées par l'International Football Association Board (IFAB).

### Trophée
Le trophée de la Coupe des confédérations est créé en 1995 par Fritz Jucker et l'orfèvre Walter Schumacher. La taille du trophée est de 44,5 centimètres, pour une envergure maximale de 17 centimètres et un poids de 7,5 kilogrammes. Le diamètre de la base est de 17 centimètres.
La coupe est obtenue par un coulage de bronze recouvert d'or. Le trophée est surmonté par un globe terrestre symbolisant le monde et ses six continents. Le nom de la compétition est gravé sur deux bandes qui grimpent en spirale autour de la colonne portant le globe. L'ensemble est monté sur un socle hexagonal en bois, portant des plaquettes d'or avec le nom des vainqueurs. Deux anneaux de lapis-lazuli sont apposés sur le socle et font le lien entre celui-ci et la colonne du trophée. Les logos des six confédérations internationales de football sont apposés sur les anneaux.

### Sponsoring et aspects financiers
À partir de 2007, la FIFA unifie son programme de sponsoring pour la Coupe du monde et la Coupe des confédérations. Cette dernière est ainsi sponsorisée par différentes entreprises réparties en trois catégories hiérarchiques. En 2009, six entreprises sont sponsors de la FIFA et participent à ce titre également à la Coupe des confédérations. Ces six entreprises dites partenaires FIFA sont Adidas (équipements sportifs), Coca-Cola (soda), Emirates (compagnie aérienne), Hyundai Motor et Kia Motors (constructeur automobile), Sony (électronique grand public) et VISA (services financiers). Six autres entreprises possèdent un contrat au terme duquel elles sont appelées sponsors de la compétition. Il s'agit de Budweiser (bière), Castrol (lubrifiants pour moteurs), Continental (pneumatiques), McDonald's (restauration rapide), MTN (télécommunications), et Satyam (conseil en technologie de l'information). La troisième catégorie comprend cinq sponsors dits nationaux. Ces entreprises sud-africaine sont BP South Africa (pétrole), First National Bank (Banque), Neo Africa (conseil), PRASA (transport ferroviaire), et Telkom (télécommunications),.
Les droits de diffusion télévisée de l'édition 2009 sont vendus dans 198 nations dans le monde. En 2009, le produit de la vente des droits de diffusion de la Coupe des confédérations, de la Coupe du monde des moins de 20 ans 2009 et de la Coupe du monde des moins de 17 ans 2009 s'élève à 27,020 millions de dollars américains.
Les charges de la FIFA s'élèvent à 27,905 millions de dollars américains pour la Coupe des confédérations 2005 et à 44,494 millions de dollars américains pour la Coupe des confédérations 2009. Ces charges comprennent notamment le soutien financer du comité d'organisation local et les frais de déplacement et d'hébergement des équipes participantes et des officiels de la FIFA.

### Primes
La FIFA verse une prime à chacune des huit équipes participantes. Les primes perçues dépendent du classement final de chaque équipe. Pour la Coupe des confédérations 2009, le montant total versé aux équipes est de 11,35 millions d'euros et la prime versée au vainqueur s'élève à 2,5 millions d'euros. Le tableau suivant liste les primes octroyées à l'issue de la Coupe des confédérations 2009.
| Classement   | Montant                |
| ------------ | ---------------------- |
| Vainqueur    | 2,5 millions d'euros   |
| Finaliste    | 2 millions d'euros     |
| Troisième    | 1,75 million d'euros   |
| Quatrième    | 1,5 million d'euros    |
| Places 5 à 8 | 0,9 million d'euros    |
| Total        | 11,35 millions d'euros |

### Spectateurs

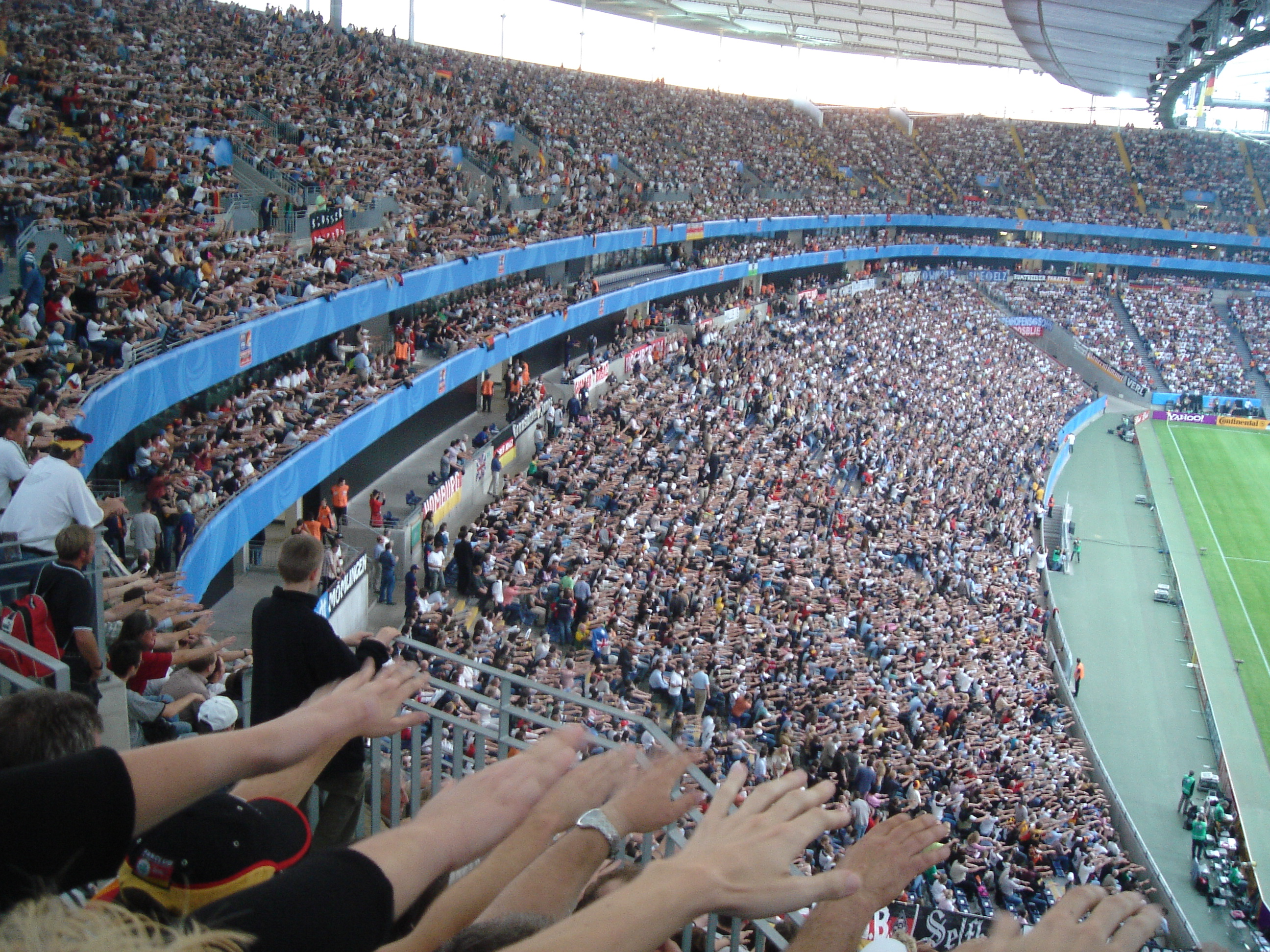
Vue des tribunes lors de la compétition 2005

La moyenne de spectateurs s'élève à 35 879 depuis la première compétition en 1992 jusqu'en 2009.
Les quatre rencontres du championnat intercontinental 1992 sont regardées par 42 375 spectateurs en moyenne. Les meilleures affluences sont réalisées lors des deux matchs de l'équipe d'Arabie saoudite de football, qui joue à domicile. La demi-finale de la nation hôte contre les États-Unis et la finale contre l'Argentine sont suivies par respectivement 70 000 et 75 000 personnes dans le stade international du Roi-Fahd, soit largement plus que pour les deux autres matchs,.
La moyenne chute à un peu plus de 20 000 spectateurs lors des deux éditions suivantes de 1995 et 1997, également disputées en Arabie saoudite. Ceci en raison du nombre de matchs disputés, qui augmente de quatre matchs en 1992 à huit en 1995 puis à seize deux ans plus tard. À côté des grosses affluences lors des rencontres de l'Arabie saoudite et lors de la finale, il y a ainsi de plus en plus de petites affluences.
L'organisation de la Coupe des confédérations 1999 au Mexique est un grand succès populaire : près d'un million de personnes assistent aux seize rencontres du tournoi, soit une moyenne de 60 625 par match. La meilleure affluence du tournoi et la meilleure affluence absolue de la compétition sont réalisées au cours de la finale entre le Mexique et le Brésil vice-champion du monde 1998 : 110 000 spectateurs sont alors présents dans le stade Azteca de Mexico. L'affluence moyenne se stabilise lors des éditions suivantes entre 30 000 et 40 000 spectateurs.

### Contrôle antidopage
Des contrôles antidopage sont effectués au cours de la compétition. Pendant la Coupe des confédérations 2003, « 64 prélèvements urinaires » sont réalisés à l'occasion des seize matchs du tournoi et la présence d'érythropoïétine (EPO) est contrôlée pour la première fois. Tous les résultats sont négatifs. Avant le tournoi 2009, la présence de substances dopantes interdites est testée par contrôle urinaire sur huit joueurs tirés au sort au sein de chaque équipe participante. En plus des quatre contrôles urinaires pratiqués à l'issue de chaque match sur deux joueurs tirés au sort dans chaque équipe, un contrôle sanguin est mis en œuvre après la finale pour quatre joueurs. Les tests se révèlent tous négatifs, un des joueurs ne pouvant néanmoins pas fournir l'échantillon sanguin requis.

### Opposition à la compétition
Dès la prise en main de la compétition par la FIFA à partir de 1997, le bien-fondé de la compétition et la tenue du tournoi sont remis en question par les ligues organisatrices des plus grands championnats européens,.
Ces ligues, qui représentent les intérêts des clubs de football, organisent en effet leurs compétitions principalement d'août à mai et les clubs ne sont pas disposés à mettre leurs joueurs internationaux à disposition des sélections nationales. Après l'impossibilité pour les fédérations française, allemande et brésilienne d'envoyer leurs meilleurs joueurs à la Coupe des confédérations 1999,,, la date du tournoi est modifiée. À partir de 2001, la compétition a ainsi lieu au mois de juin, soit juste après la fin des grands championnats européens, afin que les joueurs de ces championnats puissent prendre part à la Coupe des confédérations. Néanmoins, cette modification de la date du tournoi est également critiquée car elle menace la récupération des joueurs en empiétant sur la période de repos qu'est la trêve estivale.
Un autre reproche fait à la compétition concerne le manque d'intérêt sportif de la compétition dû au niveau des équipes participantes. Face à ce reproche, la FIFA voit la Coupe des confédérations comme une « petite Coupe du monde basée sur la solidarité », qui doit permettre aux meilleures équipes de chaque continent de disputer un tournoi au niveau mondial même si elles n'appartiennent pas à l'élite du football mondial,. Ce qui signifie offrir la possibilité aux équipes des « petites fédérations non sud-américaines ou non-européennes qui n'ont pas la possibilité de se qualifier pour la Coupe du monde de disputer une compétition de très haut niveau ».

### Fiches de match
1. ↑  « Coupe International - Paris - Parc des Princes - mercredi 21 août 1985 - 2 France 0 Uruguay »
2. ↑  « Feuille du match  France - Corée du Sud 5-0 », sur FFF.fr, 30 mai 2001
3. ↑  « Feuille du match  France - Mexique 4-0 », sur FFF.fr, 3 juin 2001
4. ↑  « Feuille du match  Australie - France 1-0 », sur FFF.fr, 1er juin 2001
5. ↑  « Feuille du match  France-Brésil 2-1 », sur FFF.fr, 7 juin 2001
6. ↑  « Feuille du match  Japon - France 0-1 », sur FFF.fr, 10 juin 2001
7. ↑  « Feuille du match  France - Colombie 1-0 », sur FFF.fr (consulté le 18 juin 2003)
8. ↑  « Feuille du match  France - Japon 2-1 », sur FFF.fr, 20 juin 2003
9. ↑  « Feuille du match  France - Nouvelle-Zélande 5-0 », sur FFF.fr, 22 juin 2003
10. ↑  « Feuille du match  France - Turquie 3-2 », sur FFF.fr, 26 juin 2003
11. ↑  « Feuille du match  Cameroun - France 0-1 », sur FFF.fr, 29 juin 2003
12. ↑  « Fiche du match États-Unis d'Amérique - Arabie saoudite, 15 octobre 1992 », sur fifa.com (consulté le 13 décembre 2010).
13. ↑  « Fiche du match Argentine - Arabie saoudite, 20 octobre 1992 », sur fifa.com (consulté le 13 décembre 2010).
14. ↑  « Fiche du match Argentine - Côte d'Ivoire, 16 octobre 1992 », sur fifa.com (consulté le 13 décembre 2010).
15. ↑  « Fiche du match États-Unis d'Amérique - Côte d'Ivoire, 19 octobre 1992 », sur fifa.com (consulté le 13 décembre 2010).
16. ↑  « Fiche du match Mexique - Brésil, 4 août 1999 », sur fifa.com (consulté le 13 décembre 2010).